# Drag-
Drag- ist ein Wortbestandteil in slawischen Personennamen.

## Slawisch

### Herkunft und Bedeutung
Die Herkunft der Silbe ist unklar.
Drogo war ein Vorname im Fränkischen Reich seit dem 7. Jahrhundert.
Namen mit drag- wurden zuerst im Gebiet der Elb- und Ostseeslawen seit dem 8. Jahrhundert erwähnt (Drasco, Dragowit, Ceadrag, Cealadrag, Dragomira).
Im 13. Jahrhundert wurden Helena Dragaš und Stefan Dragutin im Balkanraum genannt. Später waren diese Namensformen vor allem im Serbokroatischen gebräuchlich.
In den slawischen Sprachen wird sie meist von drago, dorogo lieb, teuer gedeutet.

### Personennamen

#### Drag-
- Dragan
- Dragaš
- Dragivoje
- Drago
- Dragoljub
- Dragomir, Dragomira
- Dragomysl
- Dragoslav
- Dragutin
- Draško (Kurzform)

Familiennamen
- Dragzyk (Tschechien, Rumänien)
- Dragsky (Tschechien)

#### -drag
- Anadrog (Elbslawen)
- Ceadrag, Cealadrag(us) (Elbslawen)
- Predrag (Serbien)

### Ortsnamen
- Dragacz (Polen)